# ナイス・リトル・ペンギンズ

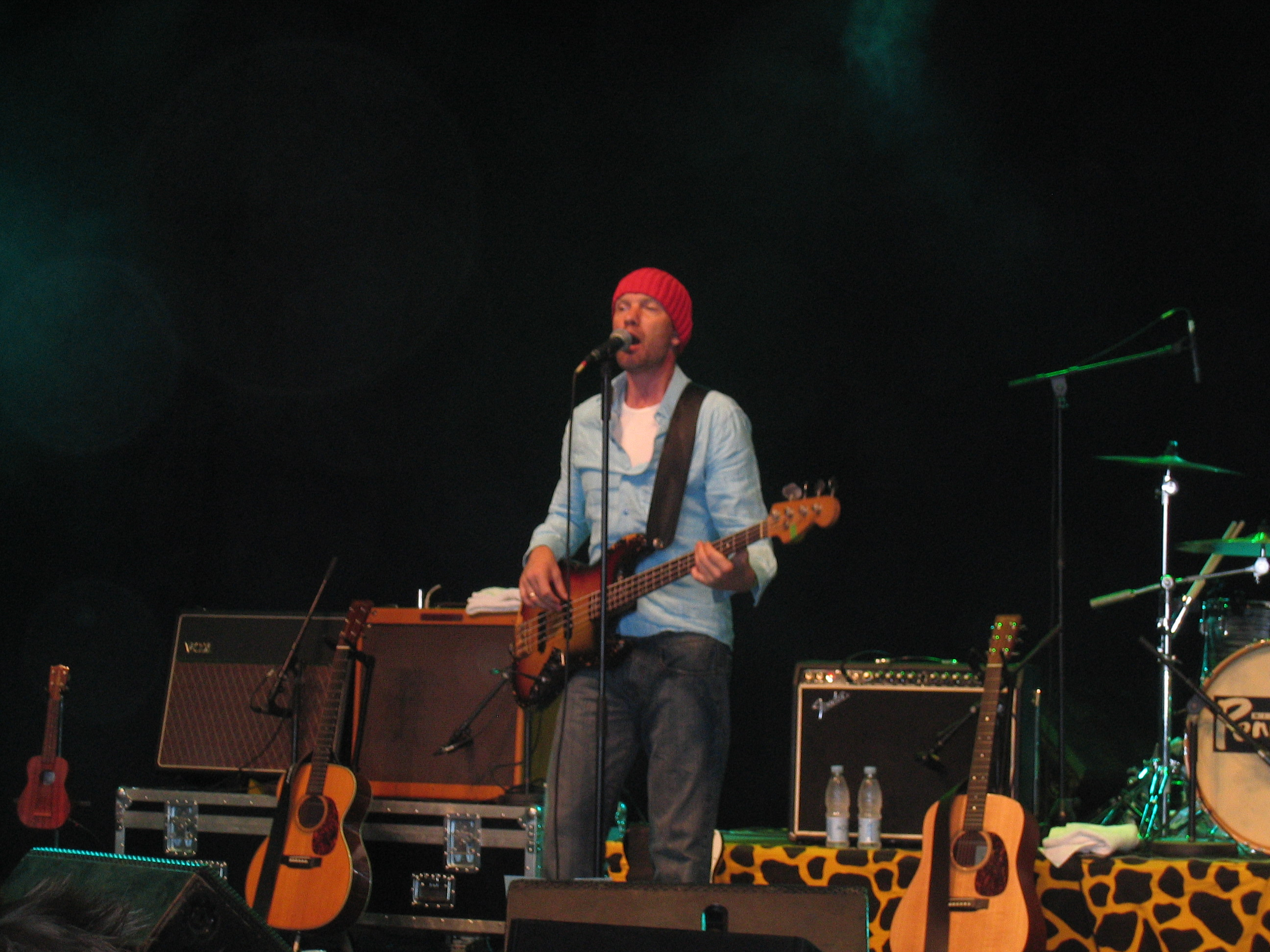
ボー・フェイアルスコフ

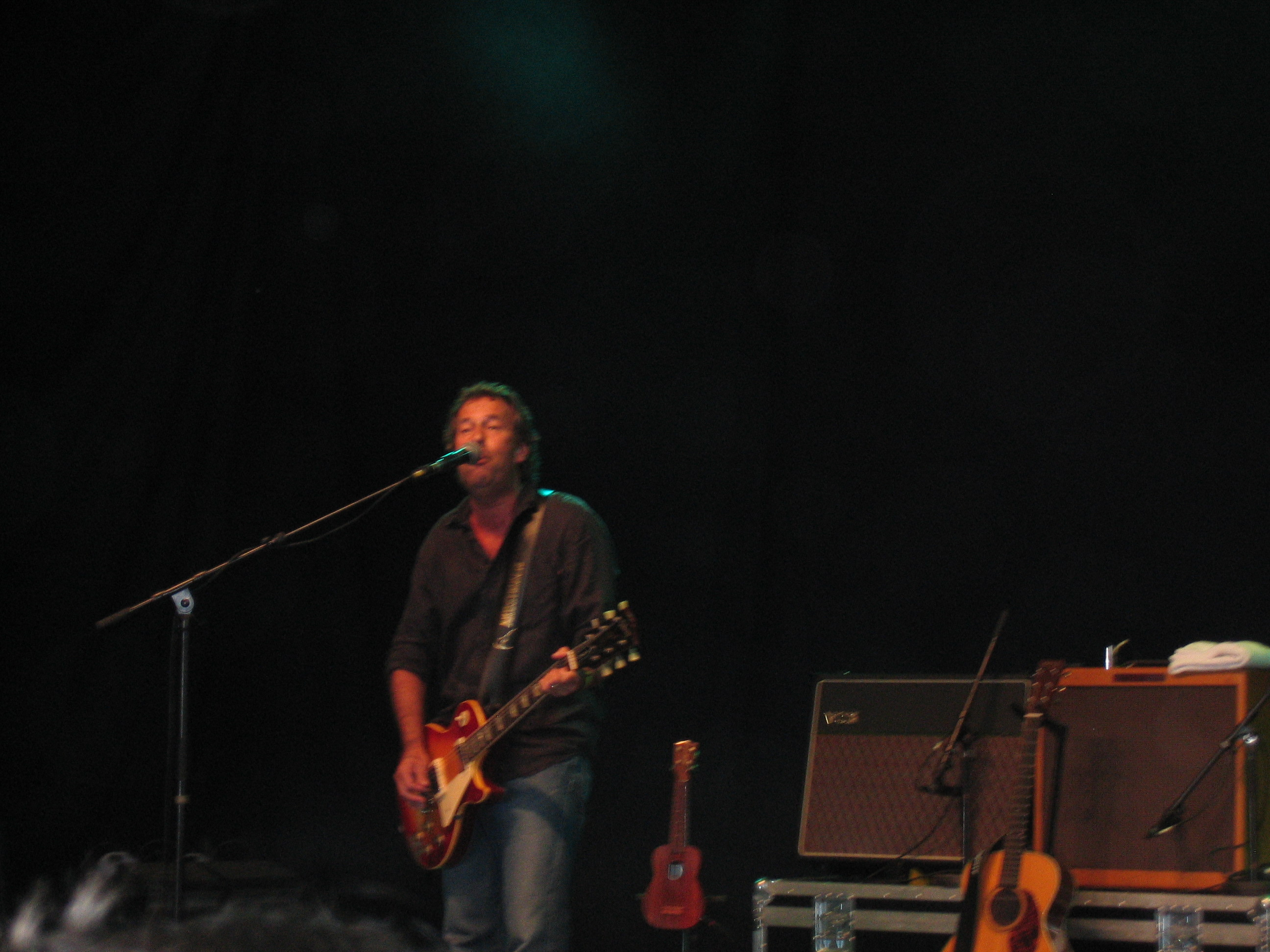
ミヒャエル・コルスター

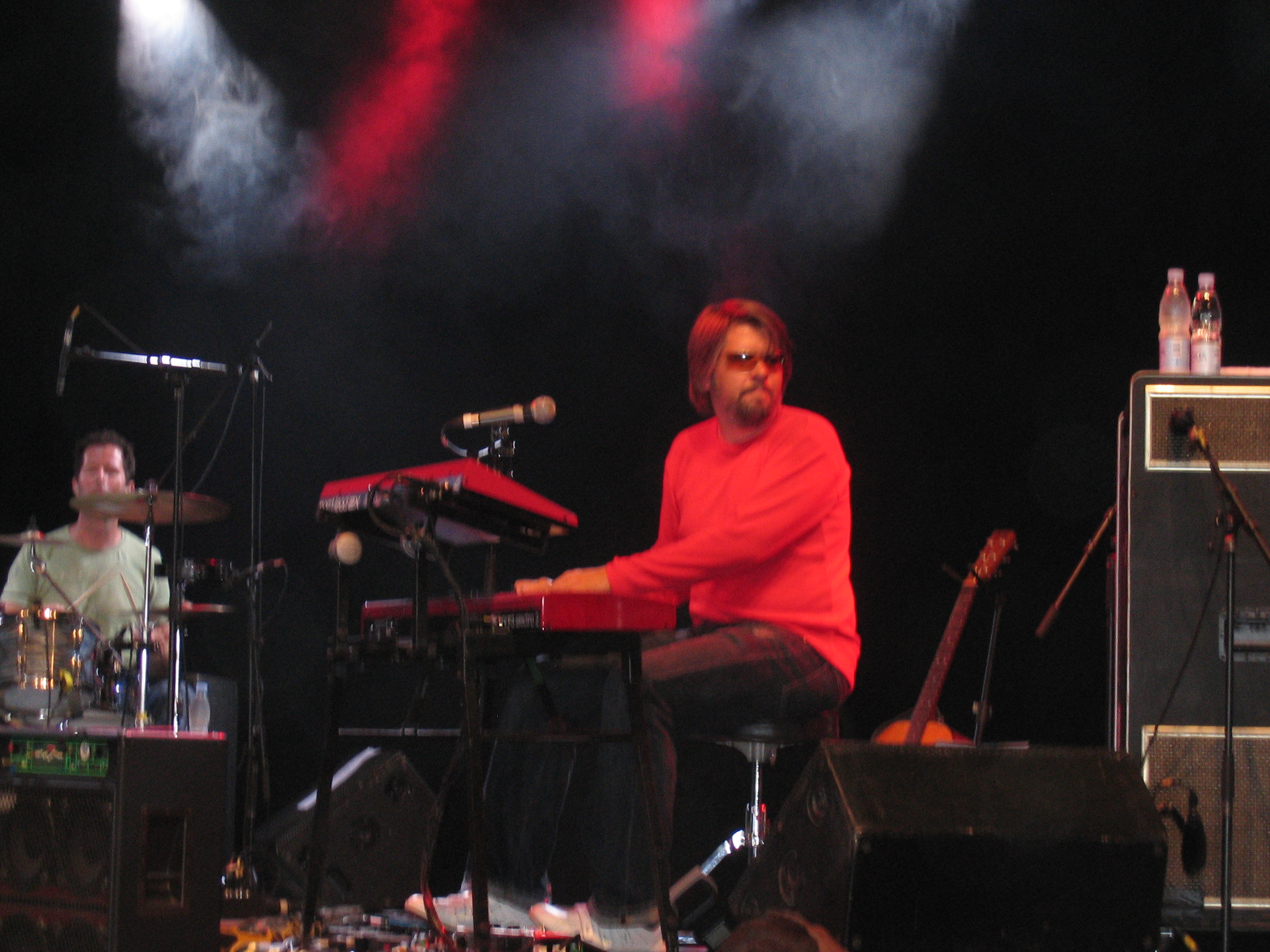
Hans Henrik Præstbro

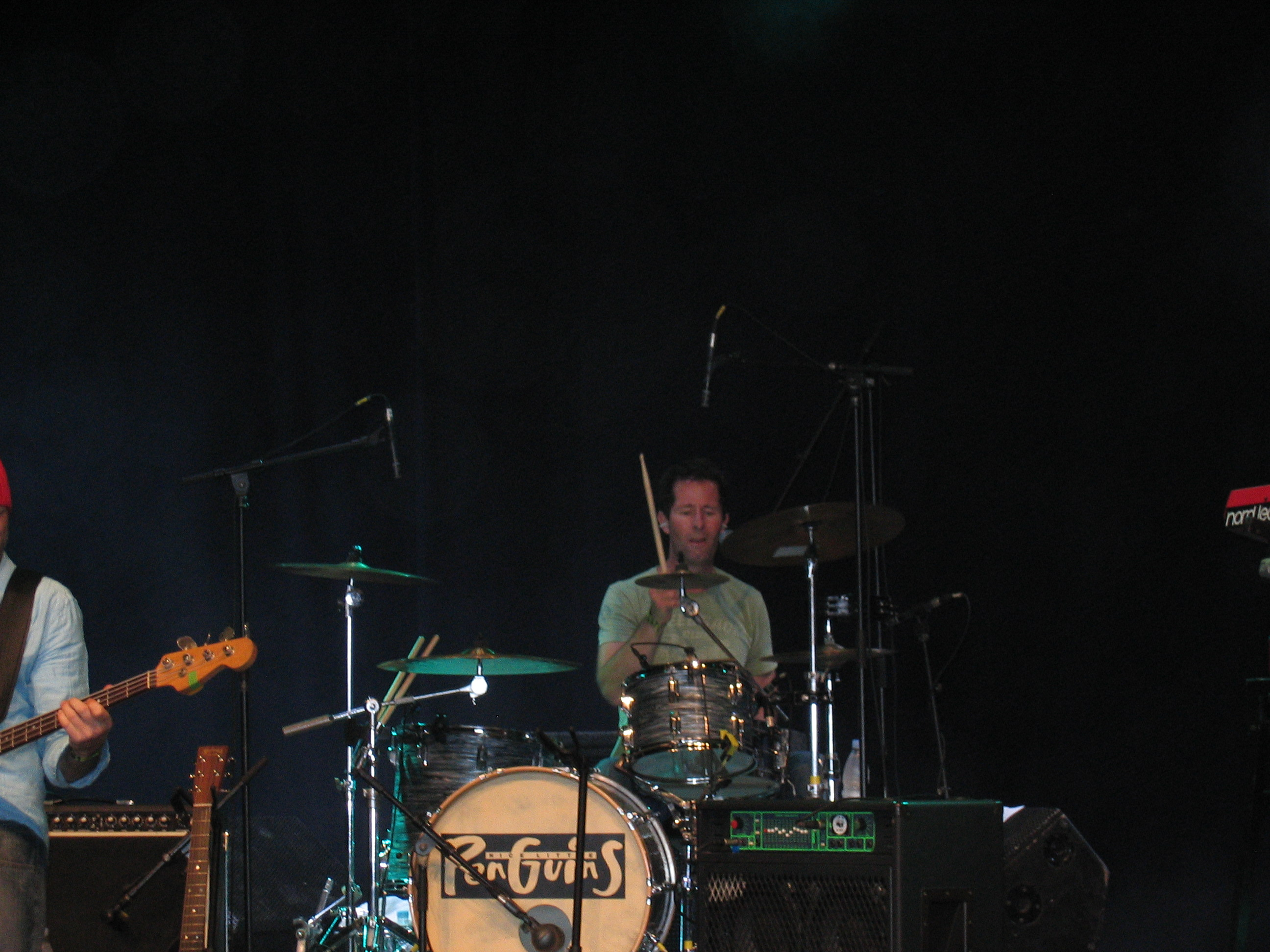
カーステン・コルスター

ナイス・リトル・ペンギンズ （Nice Little Penguins）は1983年に結成されたデンマークのポップバンドである。二人の兄弟、カーステン・コルスター（Carsten Kolster） とミヒャエル・コルスター （Michael Kolster） 、そして彼らの友人ボー・フェイアルスコフ （Bo Feierskov）とともにヴァイレの町周辺で結成された。 
ナイス・リトル・ペンギンズは、アジアの一部およびヨーロッパで、1994年発表のアルバム「Flying」で広く知られている。ハワイの4本弦の楽器であるウクレレを演奏に用いている。

## ディスコグラフィ

### アルバム
- Beat Music (1993)
- Flying (1994)
- World You Can Live In (1996)
- Free (2004)
- Hits, News & Live (2005)
- Som En Rejse (2008)
- Alarmingly Happy (2012)

### EP's
- Part Of The Way (2011)

### シングル
- Flying (1994)
- The Peacock (2010)
- Here Comes The Sun (2010)
- Grateful (2011)
- Love is a Rainbow (June 27, 2012)